# Anomalobuthus krivochatskyi
Espèce
Anomalobuthus krivochatskyi est une espèce de scorpions de la famille des Buthidae.

## Distribution
Cette espèce se rencontre en Ouzbékistan et au Kazakhstan dans l'oblys de Turkestan.

## Habitat
Cette espèce psammophile se rencontre dans le sable du désert du Kyzylkoum.

## Description
Le mâle holotype mesure 32,20 mm, les mâles mesurent de 31,5 à 32,2 mm et les femelles de 28,4 à 36,6 mm.

## Étymologie
Cette espèce est nommée en l'honneur de Viktor Anatolyevich Krivochatsky.

## Publication originale
- Teruel, Kovařík & Fet, 2018 : « Revision of the Central Asian scorpion genus Anomalobuthus Kraepelin, 1900, with descriptions of three new species and a generic synonymy (Scorpiones: Buthidae). » Euscorpius, no 270, p. 1-45 (texte intégral).